# Bjärströms träsk
Bjärströms träsk eller Bjärstömsträsk är en sjö i Finströms kommun på Åland (Finland). Den ligger i den västra delen av kommunen mellan byarna Bjärstöm och Emkarby på fasta Åland. Bjärströms träsk ligger 1,9 meter över havet. På västra sidan reser sig Klevberget, men i övrigt är stränderna låglänta och i söder uppodlade. Arean är 26,5 hektar och strandlinjen är 3,81 kilometer lång. Sjön  ingår i Skärgårdshavets kustområde, Åland. 